# Onie Wheeler
Onie Wheeler (* 10. November 1921 in Senath, Missouri; † 26. Mai 1984 in Nashville, Tennessee) war ein US-amerikanischer Country- und Rockabilly-Sänger, dessen Karriere in den 1940er Jahren begann und der in den 1970er Jahren mehrere Hits hatte.

## Leben

### Anfänge
Als Kind lernte Onie Wheeler Gitarre und Mundharmonika. Während des Zweiten Weltkrieges diente er in der Armee. Nach seiner Entlassung 1945 begann er, sich professionell seiner Musik-Karriere zu widmen. Mit Ernest Thompson, A.J. Nelson und dessen Bruder Doyle gründete er die Ozark Cowboys. Mit seiner Band trat Wheeler in den Honky Tonks und Kneipen Texas’ auf. 1952 traf er den Country-Sänger Little Jimmy Dickens, der ihn zu einem Besuch nach Nashville, Tennessee überredete.

### Karriere

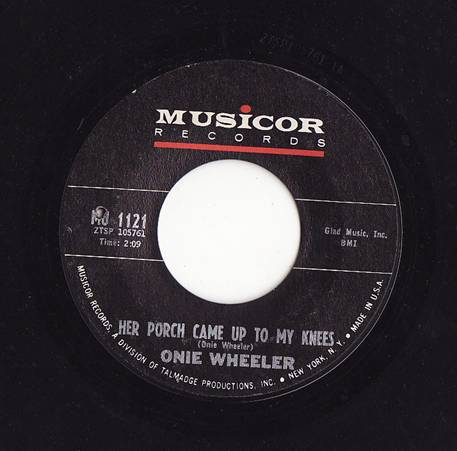
Her Porch Came Up to My Knees, 1965

Dort erhielten Wheeler und seine Band einen Plattenvertrag bei den Columbia Records. Auch wenn seine Singles nicht erfolgreichen waren, konnte Lefty Frizzell mit Wheelers Song Run ’Em Off einen Hit landen. Mitte der 1950er Jahre wandte er sich dem populären Rockabilly zu. Mit Onie’s Bop gehörte er dann im Juni 1956 zu Columbias fünf umsatzstärksten Country-Künstlern. Ein jahr später unterzeichnete Wheeler bei Sun Records in Memphis. Dort erhielt er die Möglichkeit mit Stars wie Johnny Cash und Carl Perkins aufzutreten. Seiner ersten Tournee mit Cash und Perkins gehörte auch der junge Pianist Jerry Lee Lewis an. Nach einem kurzen Aufenthalt in Kalifornien kehrte Wheeler nach Nashville zurück und veröffentlichte während der 1960er-Jahre unter anderem bei den Epic Records, den Starday Records und United Artists mehrere Singles. Zudem ging er mit George Jones und Roy Acuff auf Tour.
1973 belegte er mit John’s Been Shucking My Corn erstmals einen vorderen Platz der Billboard Country Charts. Auch seine Tochter Karen konnte sich als Musikerin behaupten. Er selbst betrieb seit den späten 1970er Jahren eine Gitarrenreparaturwerkstatt und trat nur noch gelegentlich zusammen mit Roy Acuff in der Grand Ole Opry auf.
Onie Wheeler starb 1984 im Alter von 63 Jahren während eines Auftrittes mit Jimmie Snow auf der Bühne der Opry.

## Diskografie

### Singles
| 1953                    | When We All Get There / Run ’Em Off                                                                    | Okeh                               |
| 1953                    | Mother Prayed Loud In Her Sleep / A Million Years in Glory                                             | Okeh                               |
| 1954                    | Closing Time / I’ll Swear You Don’t Love Me                                                            | Okeh                               |
| 1954                    | Love Me Like You Used To Do / Little Mama                                                              | Okeh                               |
| 1954                    | Would You Like To Wear a Crown / I Saw Mother With You Last Night                                      | Okeh                               |
| 1955                    | Little Mama / She Wiggled and Giggled                                                                  | Columbia                           |
| 1955                    | My Home Is Not A Home At All / That’s What I Like                                                      | Columbia                           |
| 1955                    | Cut It Out / I’m Satisfied With My Dreams                                                              | Columbia                           |
| 1956                    | No I Don’t Guess I Will / I Tried and I Tried                                                          | Columbia                           |
| 1956                    | I Wanna Hold My Baby / Onie’s Bop                                                                      | Columbia                           |
| 1956                    | A Booger Gonna Catcher / A Beggar for Your Love                                                        | Columbia                           |
| 1957                    | Goin' Back to the City / Steppin' Out                                                                  | Columbia                           |
| 1959                    | Tell 'Em Off / Jump Right Out of This Jukebox                                                          | Sun                                |
| 1960                    | Too Hot to Handle / I Need to Go Home                                                                  | Scottie                            |
| 1961                    | You’re Getting All Over Me / All Day, All Night, All Wast                                              | K-Ark                              |
| 1961                    | White Lightening Cherokee / My Stubborn Heart                                                          | K-Ark                              |
| 1962                    | Sandyland Farmer / What About Tomorrow                                                                 | Epic                               |
| 1964                    | Wanted For Robbery / Who Put out the Fire                                                              | United Artists                     |
| 1964                    | Stubborn Heart / Who Wrote That Song                                                                   | United Artists                     |
| 1965                    | I’m Gonna Hang My Britches Up / You’re Too Good For Me                                                 | Musicor                            |
| 1965                    | Her Porch Came Up to My Knees / Pretty Little Tomboy                                                   | Musicor                            |
| 1966                    | Mr. Free / Dancing                                                                                     | Starday                            |
| 1966                    | Playing Tricks / I Closed My Book Last Night                                                           | Starday                            |
| 1973                    | John’s Been Shucking My Corn / Make ’Em All Go Home                                                    | Royal American                     |
| 197?                    | I Can’t Pass an Orchard / Shuckin’ My Way to the Hall of Fame                                          | Royal American                     |
| 1980                    | ? / Onie’s Bop                                                                                         | Charta CH 148                      |
| Unveröffentlichte Titel | |                                    |
|                         | - Bonaparte’s Retreat - Hazel - I’ll Love You For A Life Time - Long Gone - That’s All - Walkin' Shoes | Sun Records (nicht veröffentlicht) |

### Alben
- 1973: John’s Been Shuckin' My Corn
- 1982: Something New and Something Old
- 1992: Onie’s Bop (Bear Family)